# Roger Belbéoch (physicien)
Pour les articles homonymes, voir Roger Belbéoch et Belbéoch.
Roger Belbéoch, né à Douarnenez le 2 mars 1928 et mort à Paris 4e le 27 décembre 2011, est un physicien français.

## Biographie
Ingénieur de l'École supérieure de physique et de chimie industrielles de la ville de Paris, il fait toute sa carrière au CNRS dans un laboratoire de la faculté des sciences d'Orsay. À l'aide d'accélérateurs de particules et de la physique des faisceaux de haute énergie, il conduit des recherches sur les effets biologiques des rayonnements ionisants qui, depuis le début des années 1970, sont à l’origine de son questionnement sur les dangers de l’énergie nucléaire et de ses prises de position antinucléaires.
Membre du bureau du Groupement des scientifiques pour l'information sur l'énergie nucléaire (GSIEN), il publie de nombreux articles dans la revue La Gazette nucléaire. Il quitte le GSIEN en 2004. Il fait aussi partie du Comité antinucléaire Stop Nogent-sur-Seine dont il dirige la lettre d'information.

## Publications
- « Le risque nucléaire et la santé » in Pratiques ou Les cahiers de la médecine utopique, no 45, février-mars 1981. Revue du SMG, Syndicat de la médecine générale[Note 1]
- « Société nucléaire » in Encyclopédie philosophique universelle. Les Notions philosophiques, tome II, pp. 2402-2409, Presses universitaires de France, août 1990[2].
- « Les effets biologiques du rayonnement » et les « Mythes de la radioprotection » in « La Radioactivité et le vivant », Sebes, no 2 (p. 11-32), Genève, novembre 1990[Note 2]
- « Comment sommes-nous « protégés » contre le rayonnement ? Les normes internationales de radioprotection. Le rôle de la Commission Internationale de Protection Radiologique » in Radioprotection et droit nucléaire. Entre les contraintes économiques et écologiques, politiques et éthiques, sous la direction d'Ivo Rens et Joël Jakubec, éd. Georg, 1998. Collection Stratégies énergétiques, Biosphère et Société, p. 43-96[3].
- « Tchernoblues. De la servitude volontaire à la nécessité de la servitude », éd. L'Esprit Frappeur no 105, Paris, 2002, 109 pages[4].
- En collaboration avec Bella Belbéoch : « Nucléaire et Santé », édité par le Comité contre la pollution atomique à La Hague. Assises internationales du retraitement, Equeurdreville, 21-22 octobre 1978. Compte-rendu de la Commission Nucléaire et santé, 68 pages[5].
- « Santé et rayonnement. Effets cancérigènes des faibles doses de rayonnement ». Choix de textes. Traduction avec l'aide de Anghju-lamaria Carbuccia. GSIEN/CRIIRAD, 1988, 195 p.
- Avec Bella Belbéoch « Tchernobyl, une catastrophe. Quelques éléments pour un bilan ». L'Intranquille, une libre contribution à la critique de la servitude, no 1, Paris, 1992, p. 267-373 (B.P. 75, 76960, Notre-Dame-de-Bondeville).
- Avec Bella Belbéoch Tchernobyl, une catastrophe. Quelques éléments pour un bilan, éd. Allia, Paris 1993. 220 pages[Note 3].
- Avec Bella Belbéoch « Sortir du nucléaire, c'est possible avant la catastrophe », L'Esprit Frappeur no 20, Paris 1998, 123 pages[6].